# Шевченко Олександр Вікторович (військовик)
Олекса́ндр Ві́кторович Шевче́нко (13.06.1970, с. Заливне Новомиколаївського р-ну — 13.09.2014, с. Терсянка Новомиколаївського р-ну) — старший солдат Збройних сил України, учасник російсько-української війни.

## Короткий життєпис
Народився 1970 року в селі Заливне (Новомиколаївський район, Запорізька область). 1987 року закінчив Терсянську СШ, працював водієм у ТОВ «Терса».
Був призваний для проходження військової служби під час мобілізації влітку 2014 року. Служив у 93-й окремій механізованій бригаді, номер обслуги. 13 вересня 2014-го загинув під час вчиненого терористами обстрілу українського блокпоста біля села Пантелеймонівка Донецької області.
Похований в селі Терсянка.
Без Олександра лишилися дружина та двоє дітей.

## Нагороди та вшанування
За особисту мужність і героїзм, виявлені у захисті державного суверенітету та територіальної цілісності України, вірність військовій присязі під час російсько-української війни, відзначений — нагороджений
- 4 червня 2015 року — орденом «За мужність» III ступеня (посмертно).
- орденом «За заслуги перед Запорізьким краєм» ІІІ ступеня, посмертно (розпорядження голови Запорізької обласної ради від 21.09.2017 № 350-н)[1].
- Меморіальна дошка встановлена на ЗОШ в с. Терсянка Новомиколаївського району[2].
- Його портрет розміщений на меморіалі «Стіна пам'яті полеглих за Україну» у Києві: секція 4, ряд 5, місце 18